# 越山敬達
越山 敬達（こしやま けいたつ、2009年4月21日 - ）は、日本の俳優、モデル。東京都出身。スターダストプロモーション制作3部所属。

## 来歴
保育園の年長時、家族と新宿に来ていた際にスカウトされ、スターダストプロモーションに所属。CMを中心にキッズモデルとして活動を開始する。
小学3年生の時にEBiDANの育成プロジェクトの企画BATTLE KiDSに参加する事になりダンスを始め、その後、EBiDANの研究生EBiDAN NEXTとなる。
2023年8月号よりファッション雑誌『ニコ☆プチ』でレギュラーメンズモデルを務める。
2023年、BS-TBSの連続ドラマ『天狗の台所』ではオーディションに合格し、主人公の弟・オン役を演じた 。
2024年、映画『ぼくのお日さま』の主人公にオーディションで抜擢され、映画初主演を果たす。第77回カンヌ国際映画祭のある視点部門に出品され、渡仏し映画祭にも参加した 。

## 人物
- 趣味：スキー、スケート、水泳
- 特技：ダンス、けん玉（2段）、書道
- 尊敬する人：M!LKのメンバーである佐野勇斗[5]

## 受賞歴
2024年
- 第49回報知映画賞 新人賞(『ぼくのお日さま』）
- 第46回ヨコハマ映画祭 最優秀新人賞（『ぼくのお日さま』）

2025年
- 第79回毎日映画コンクール スポーツグランプリ新人賞（『ぼくのお日さま』）
- 第48回日本アカデミー賞 新人俳優賞（『ぼくのお日さま』）
- 第98回キネマ旬報ベスト・テン 新人男優賞（『ぼくのお日さま』）
- おおさかシネマフェスティバル2025 新人男優賞（『ぼくのお日さま』）

## 出演
主演は太字で表記。

### テレビドラマ
- FAKE MOTION -卓球の王将- 第4話（2020年4月29日、日本テレビ）
- 私の正しいお兄ちゃん（2022年1月10日 - 2月28日[注 1]、フジテレビ・FOD）- 徳本正己[注 2]（幼少期）役[12][13]
- サヨウナラのその前に（2022年3月1日 - 3月15日、日本テレビ ZIP!内ドラマ）- 椿木宙[注 3]（幼少期）役
- 恋なんて、本気でやってどうするの?（2022年4月18日 - 6月20日、カンテレ・フジテレビ 月10）- 長峰柊磨[注 4]（幼少期）役
- 初恋の悪魔 第9話 - 最終話 （2022年9月17日 - 9月24日、日本テレビ 土10）- 雪松弓弦[注 5]（12歳時） 役
- 天狗の台所シリーズ（BS-TBS・BS-TBS 4K） - 飯綱オン 役
  - Season1（2023年10月5日 - 12月7日、木曜ドラマ23）[14][15]
  - Season2（2024年10月22日 - 12月24日、火曜ドラマ9）[16]
- 法廷のドラゴン 第4話（2025年2月7日、テレビ東京） - 郷田福雄（中学生時代） 役[17]
- 今日のさんぽんた（2025年2月22日 - 3月16日、フジテレビTWO） - 康介 役
- 僕達はまだその星の校則を知らない（2025年7月14日 - 、関西テレビ・フジテレビ） - 内田圭人 役[18]

### 映画
- スイート・マイホーム（2023年9月1日公開、日活・東京テアトル） - 清沢聡（少年期） 役[19]
- かぞく（2023年11月3日公開、アニプレックス） - ノゾミ 役[20]
- 夏目アラタの結婚（2024年9月6日公開、ワーナーブラザーズ） - 少年・卓斗 役
- ぼくのお日さま（2024年9月13日公開、東京テアトル） - 主演・タクヤ 役[21][22]
- 国宝（2025年6月6日公開、東宝） - 大垣俊介 役（少年時代）[23]

### CM
- オートバックス
  - 「車買取見積り」編（2017年）
  - 「車買取査定Dr」編（2017年）
  - 「査定5日間保証 HQ」編（2017年）
  - 「車買取CM3連続」編（2017年）
- 花王 アタック抗菌EXシリーズ
  - 「スポーツバックと靴下」篇（2018年）
  - 「洗たく槽のカビ・沼のニオイ」篇（2018年）
- カシオ計算機 EX-word（2019年）
- モンスターストライク - 本当にあった俺たちのモンスト―リー〜友達の兄編〜（2022年）

### 雑誌
- ニコ☆プチ（2023年8月号 - ）レギュラーメンズモデル